# Lefkónas
Lefkónas (grec moderne : Λευκώνας) est un village du district régional de Serrès en Macédoine-Centrale, en Grèce.